# Turze (Gran Polonia)
Turze es un pueblo en el municipio de Ostrzeszów, comprendido en el distrito de Ostrzeszów, voivodato de Gran Polonia, en el centro oeste de Polonia. Se encuentra aproximadamente a 7 kilómetros al suroeste de Ostrzeszów, y a 137 kilómetros al sureste de la capital regional Poznań.
La localidad tiene una población de 160 habitantes.